# Каратауский архар
Каратауский архар, или каратауский горный баран (лат. Ovis ammon nigrimontana) — подвид архара, млекопитающее семейства полорогих отряда парнокопытных.

## Описание
Масса самцов составляет 70 кг. Длина рогов достигает 70 — 71,5 см, обхват — 28-33 см. Окраска тела серо-бурая.
Живут стадами, держатся на открытых пространствах горных плато. Питаются травянистыми растениями.

## Ареал и охранный статус
Каратауский архар — эндемик Сырдарьинского Каратау. В юго-восточном Каратау встречаются гибриды с тянь-шанским архаром.
В XIX веке архар считался типичным обитателем Каратауского хребта. Однако во второй половине XX века в западной части Каратау осталось не более 150 особей, а в северо-западной части подвид полностью исчез. В 1950-е — 1960-е годы горный баран повсеместно обитал на территории Каратауского лесничества, но к настоящему времени встречается только в его северной, наиболее возвышенной части. Кроме того, популяция архара представлена на территории Каратауского заповедника.
Каратауский архар считается одним из самых малочисленных подвидов горного барана. Занесён в Красную книгу Казахстана, включен в 1-ю категорию (исчезающий вид).